# Mănăstirea Gorovei
Mănăstirea Gorovei este o mănăstire ortodoxă din România situată în comuna Văculești, județul Botoșani.

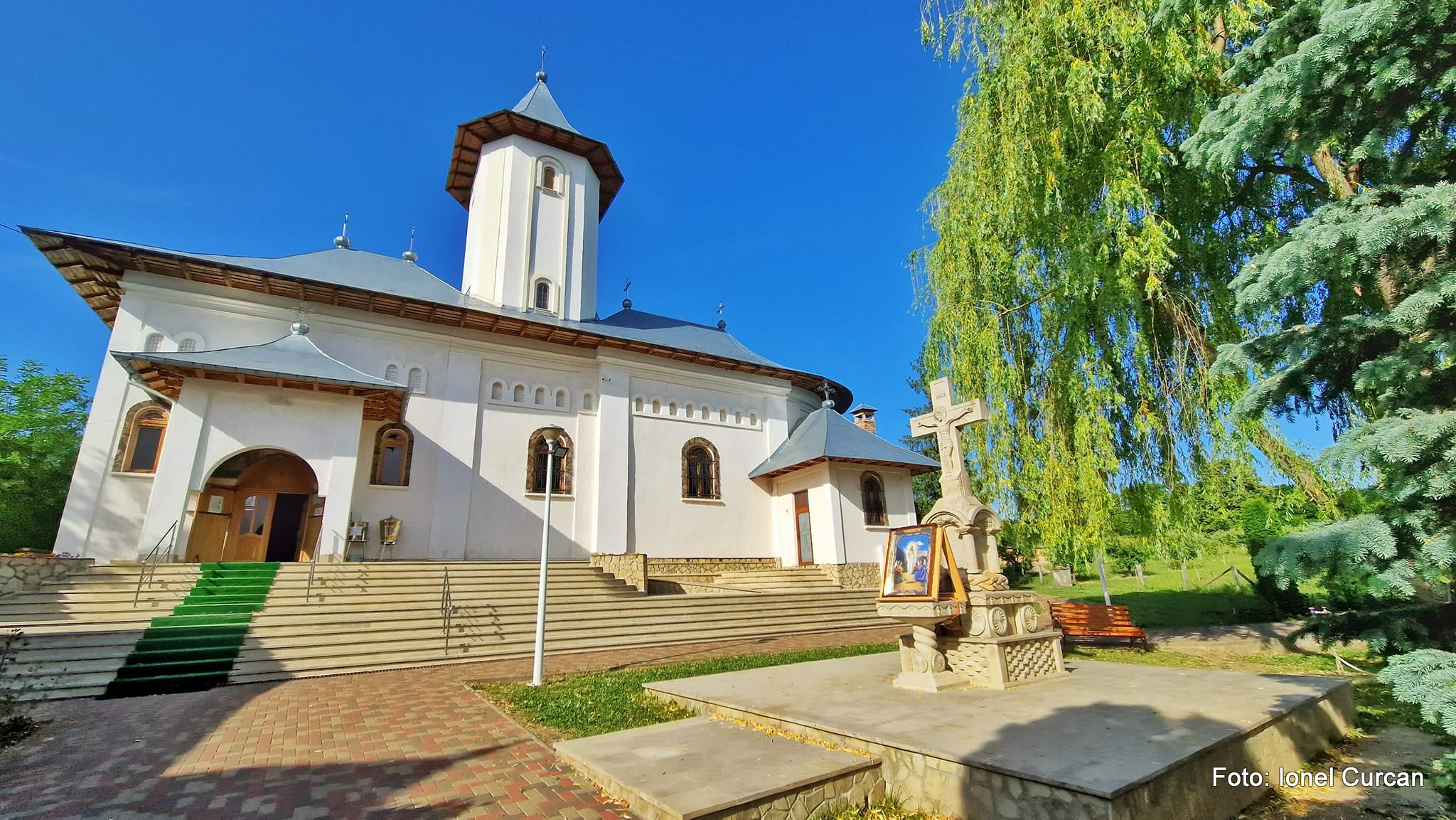

## Fotogalerie

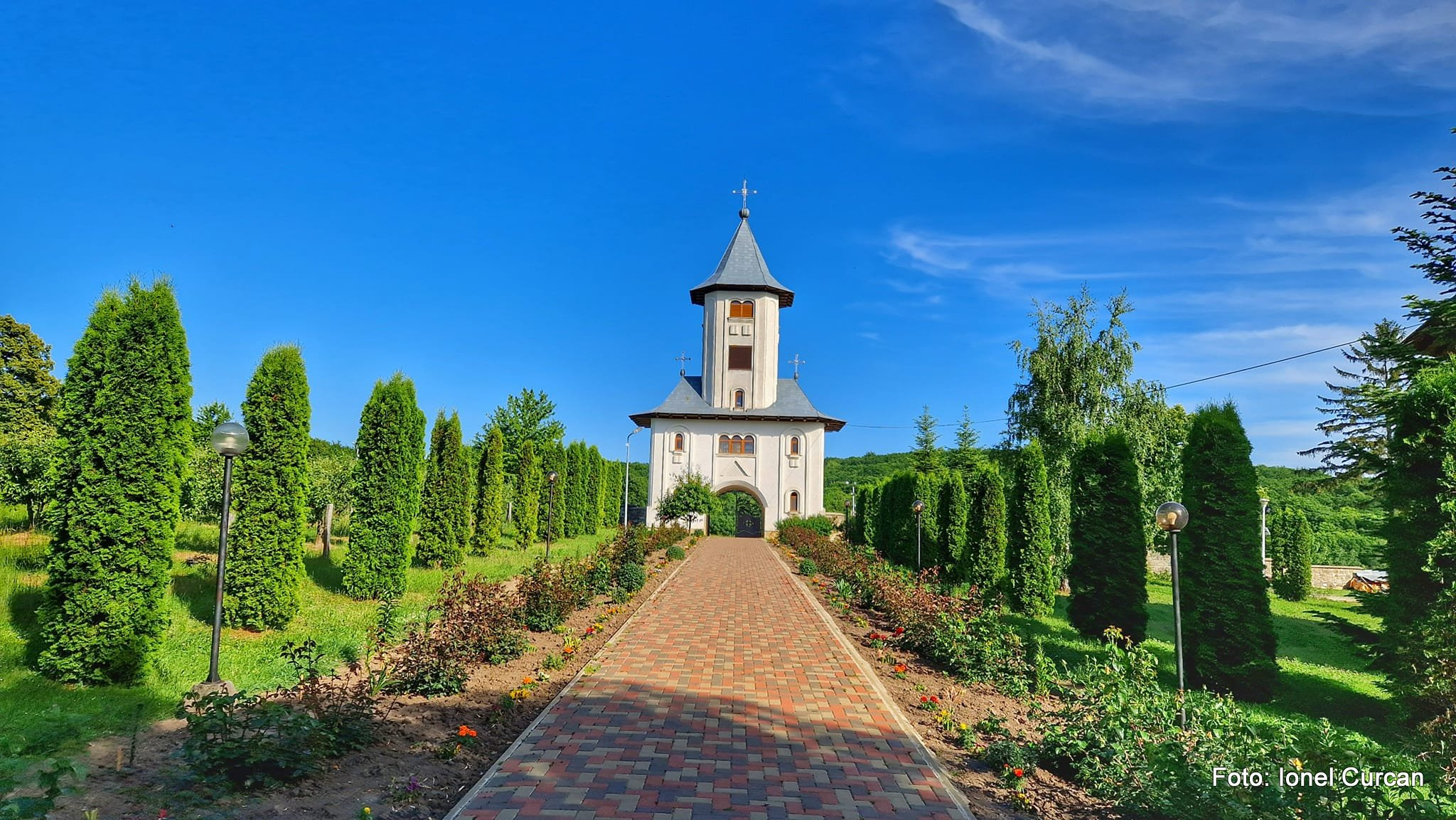
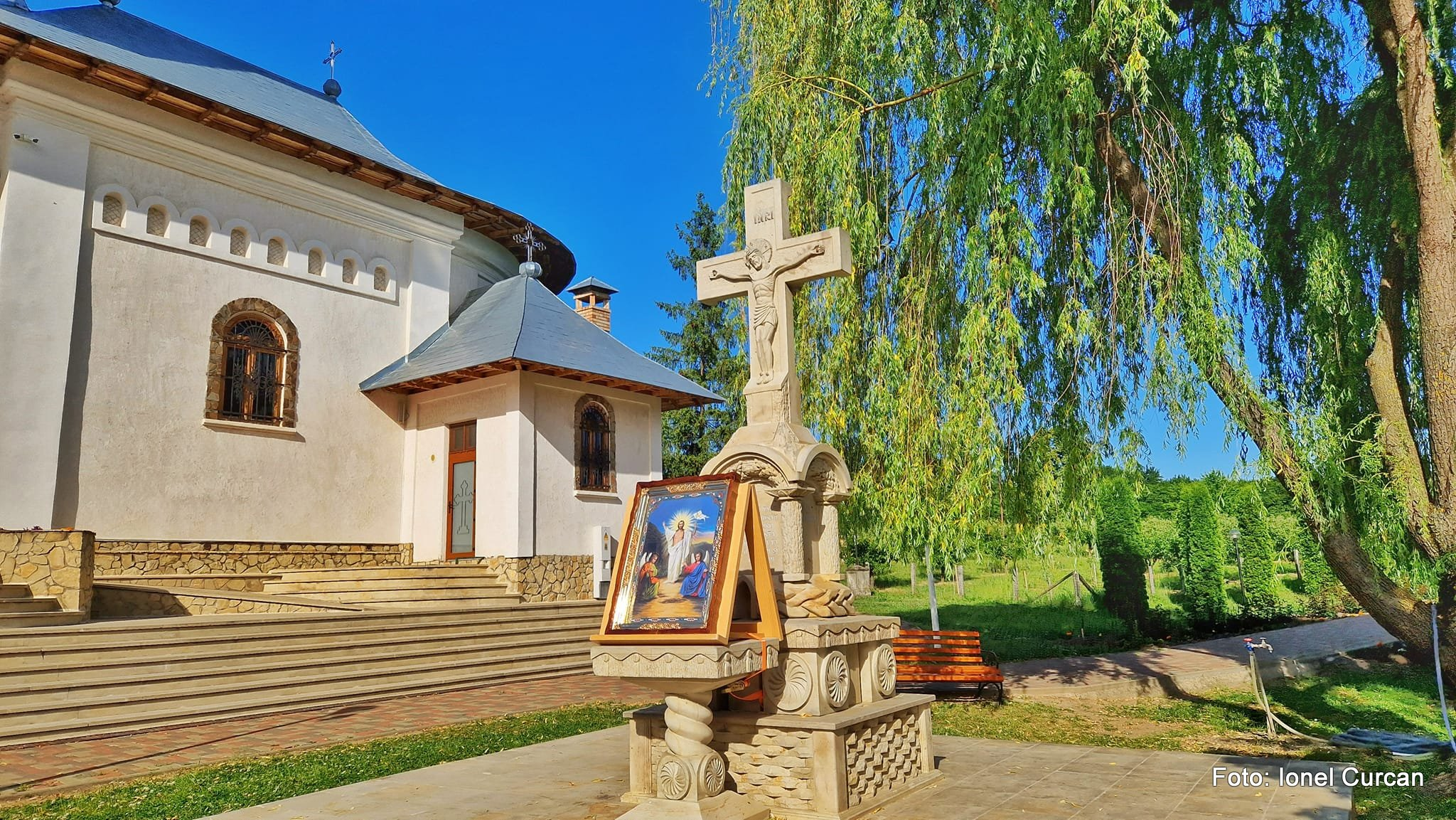
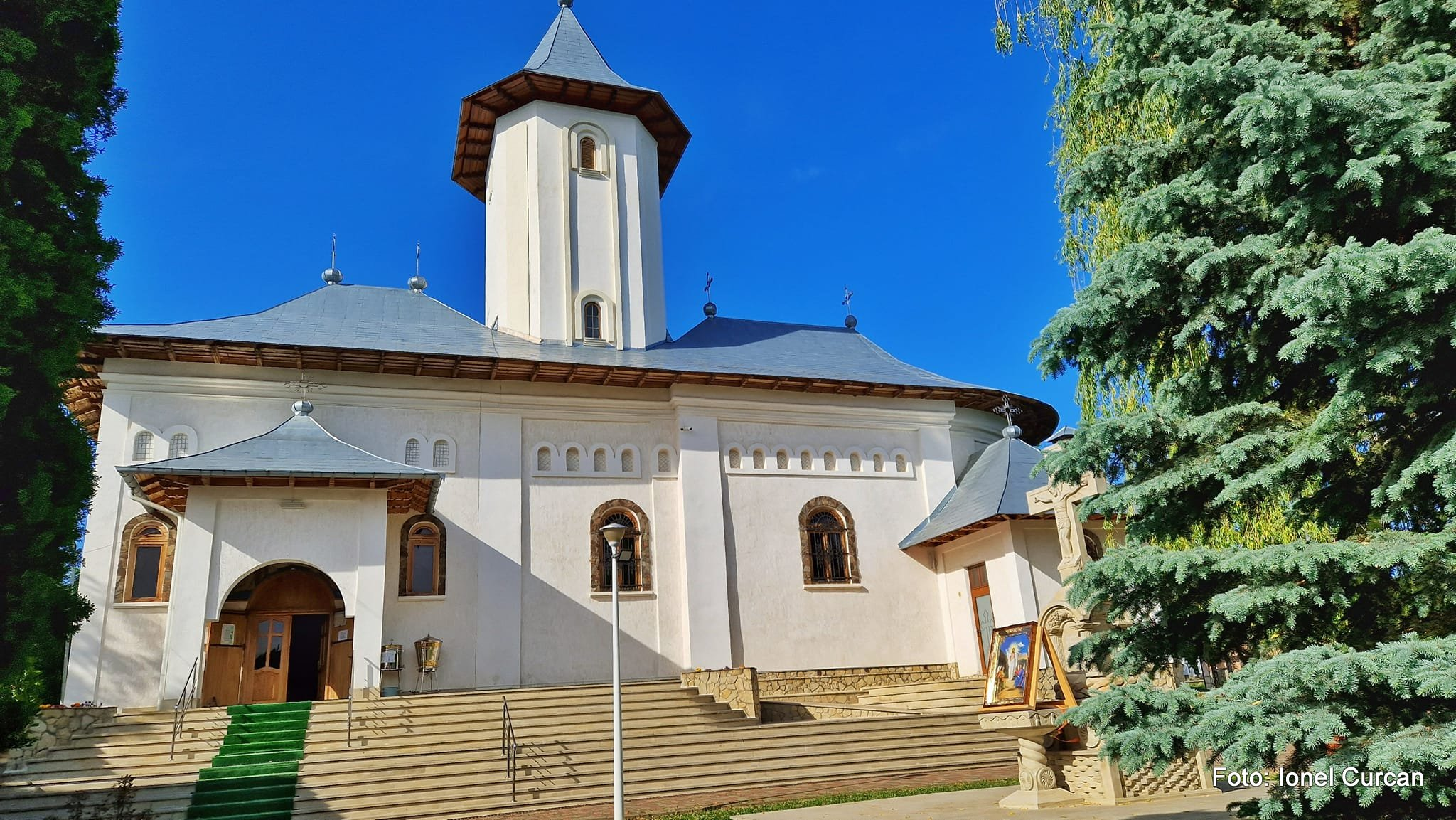
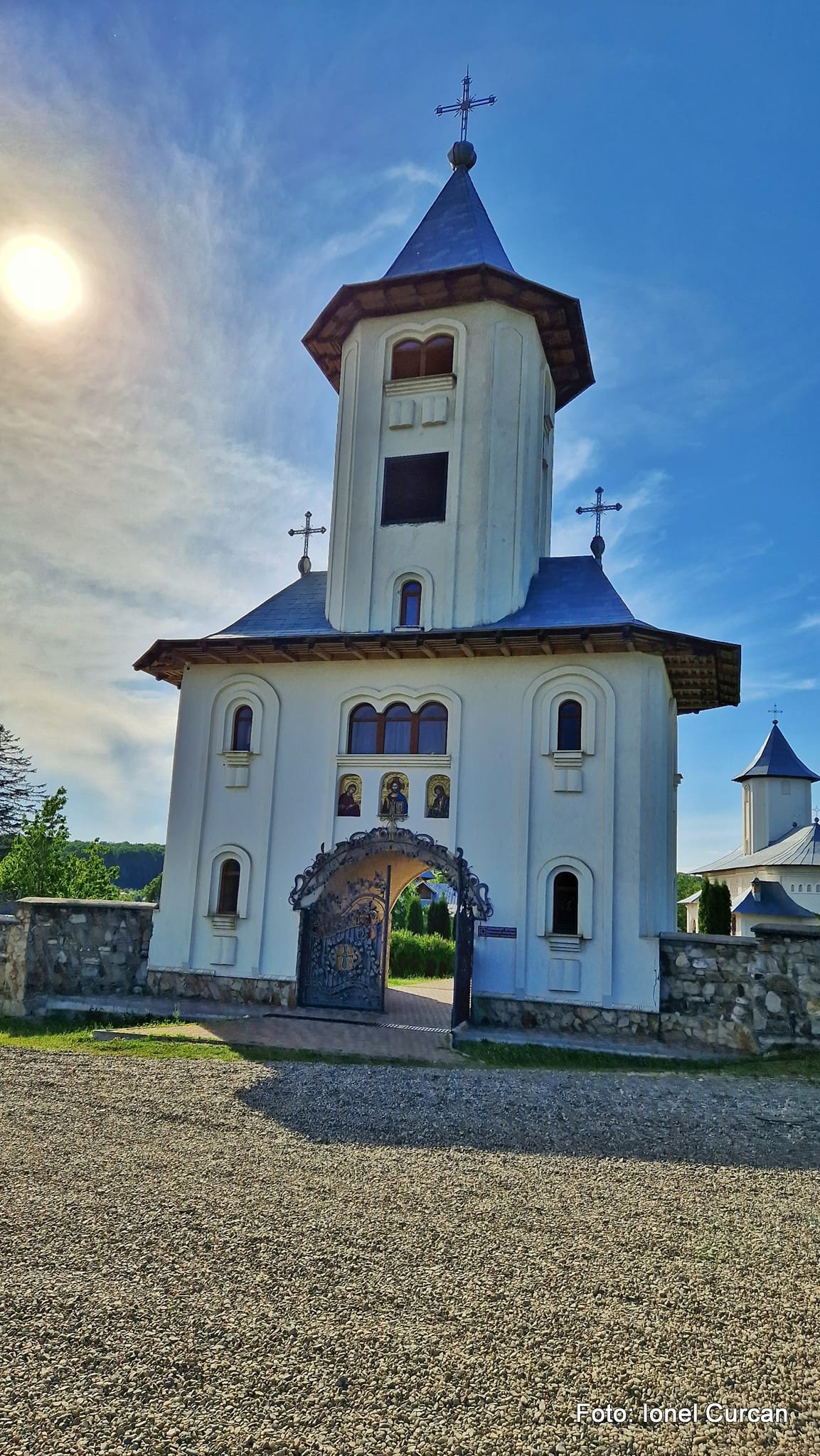
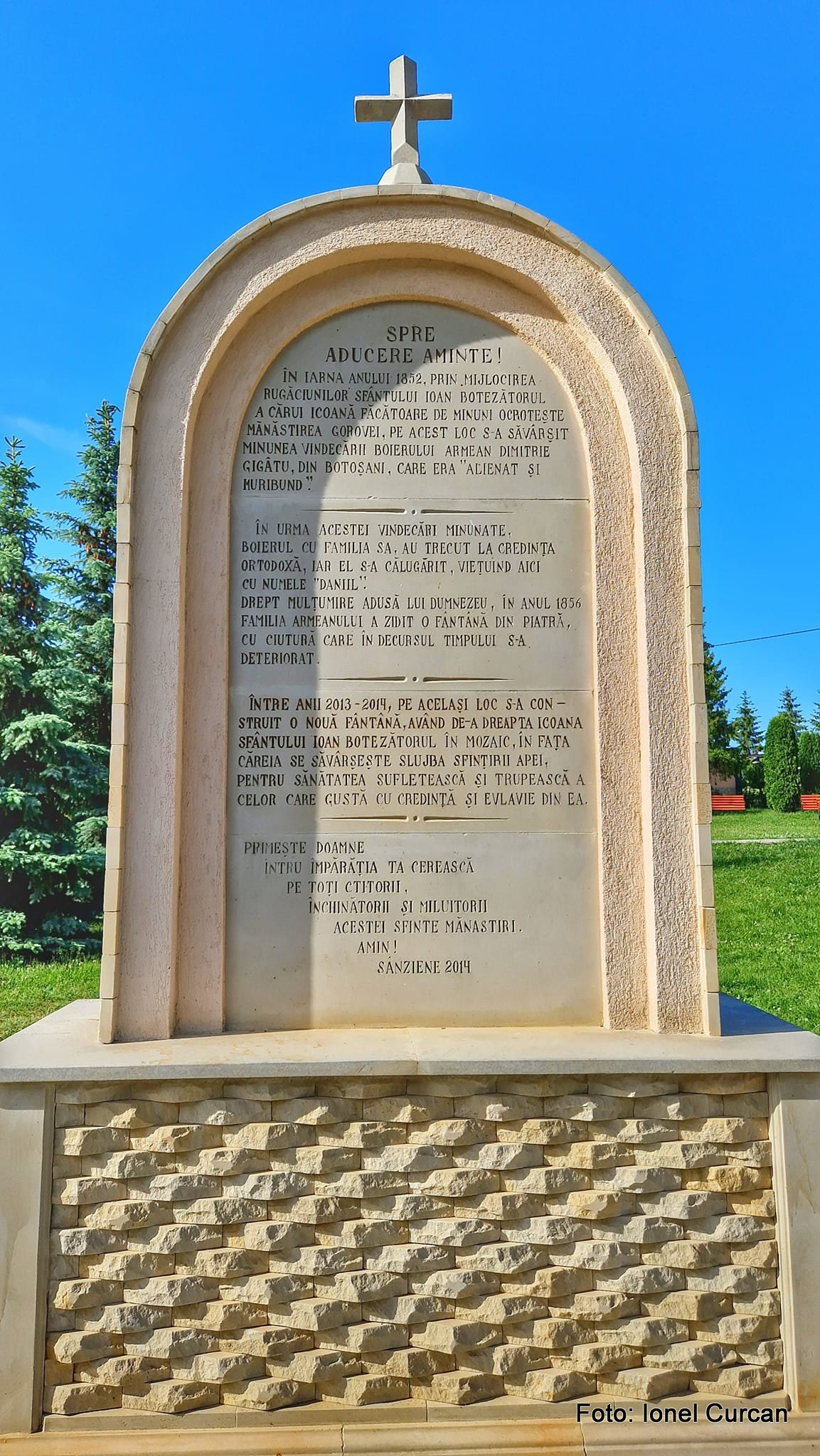
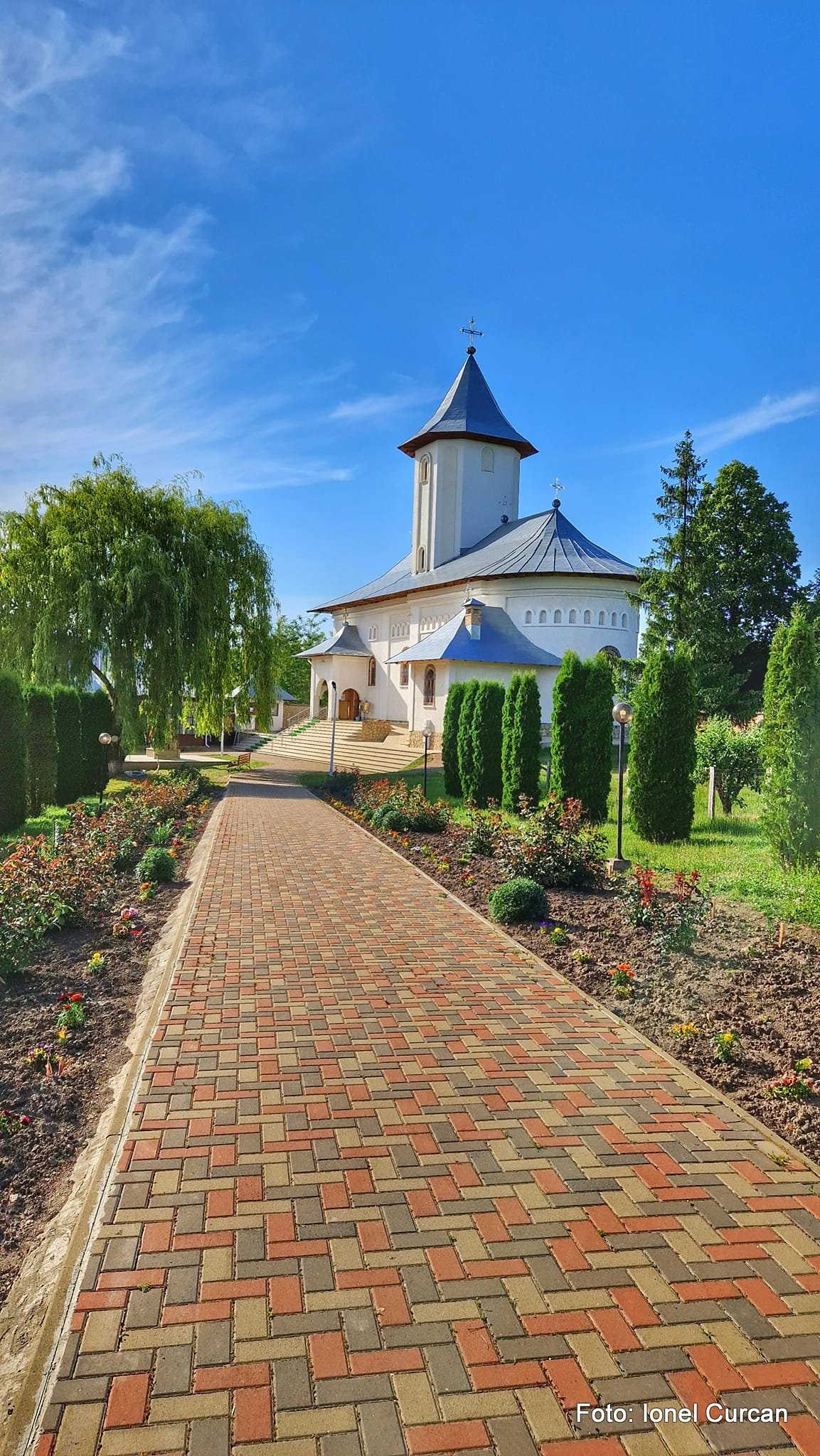
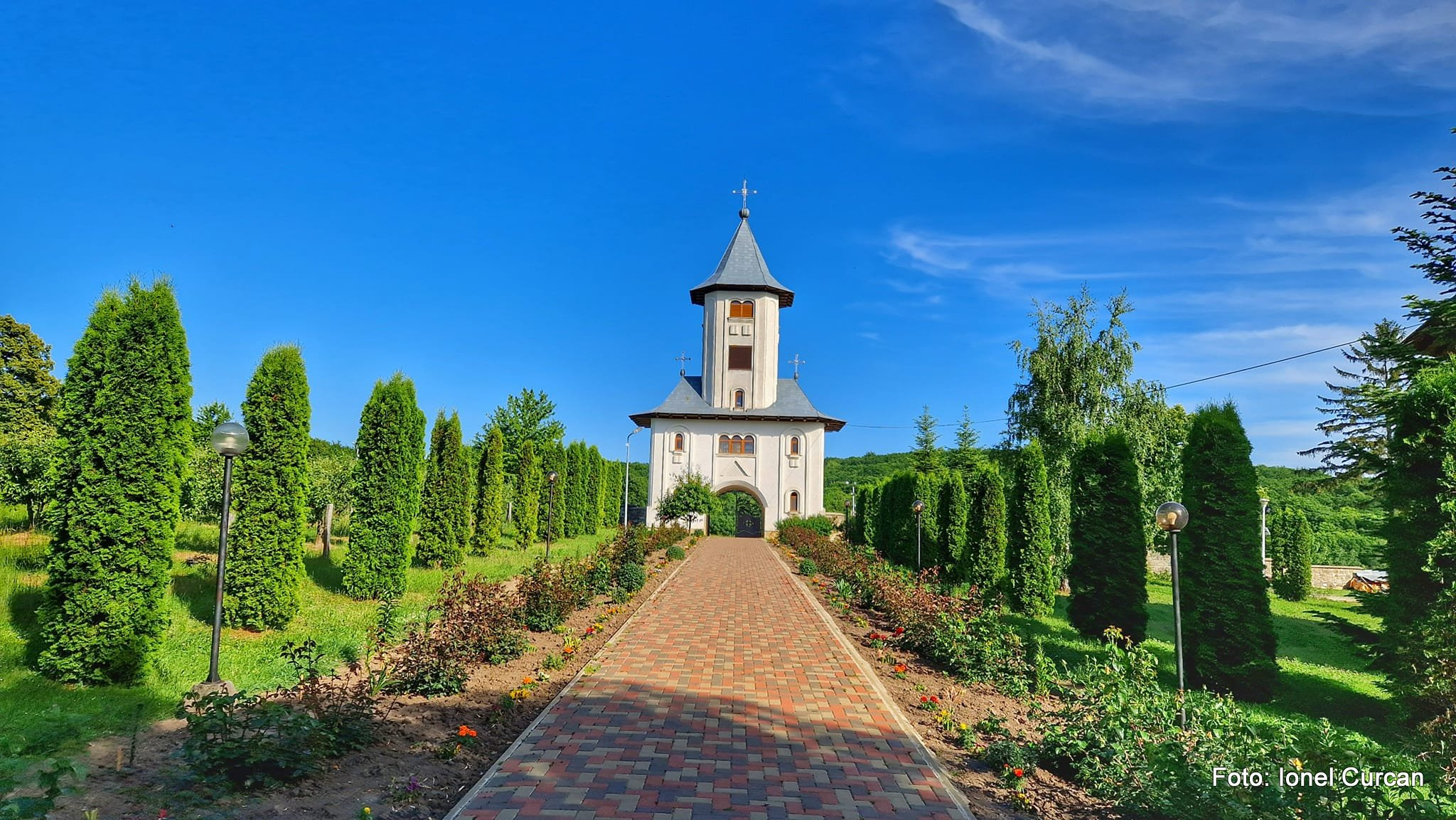
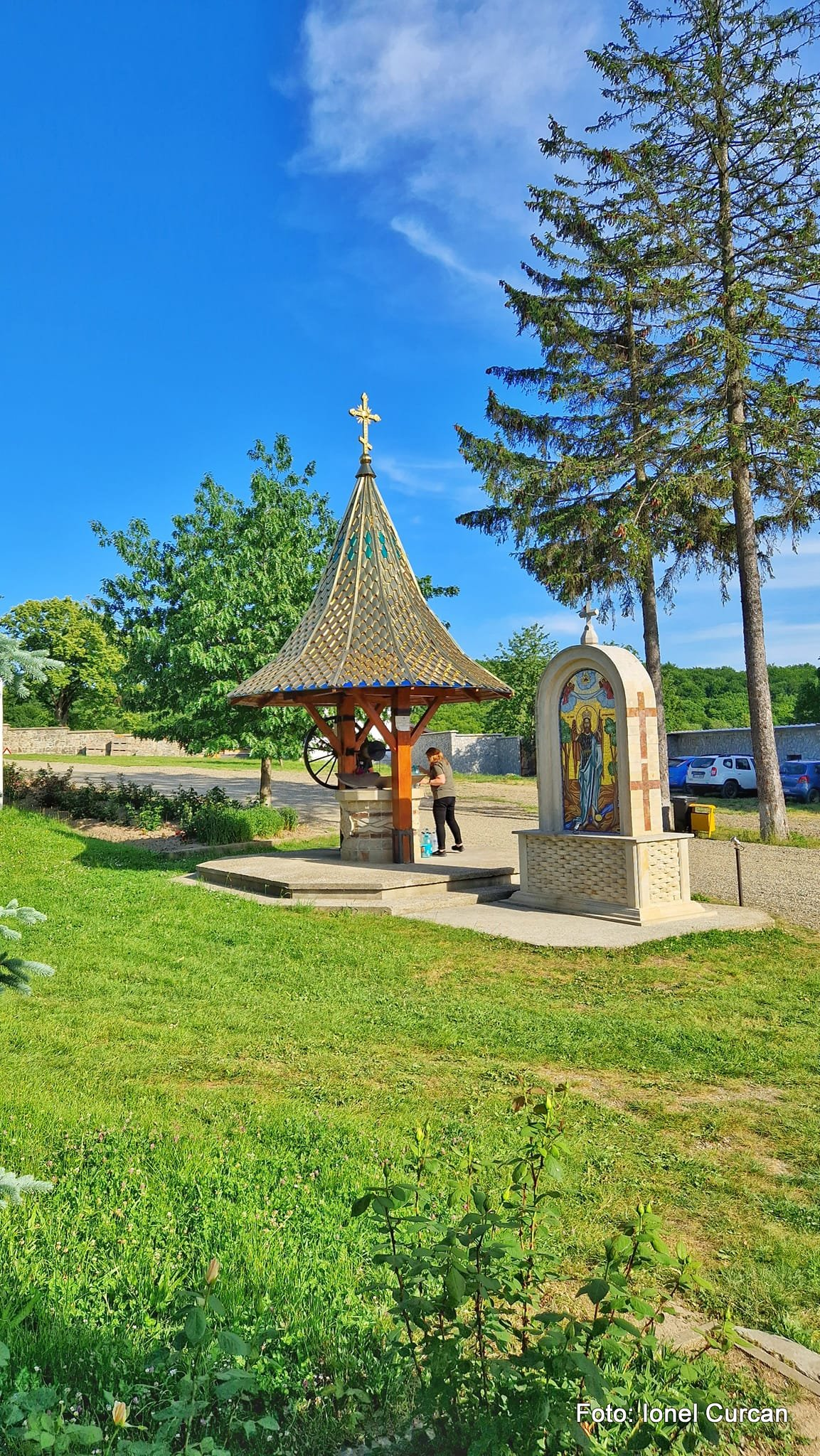
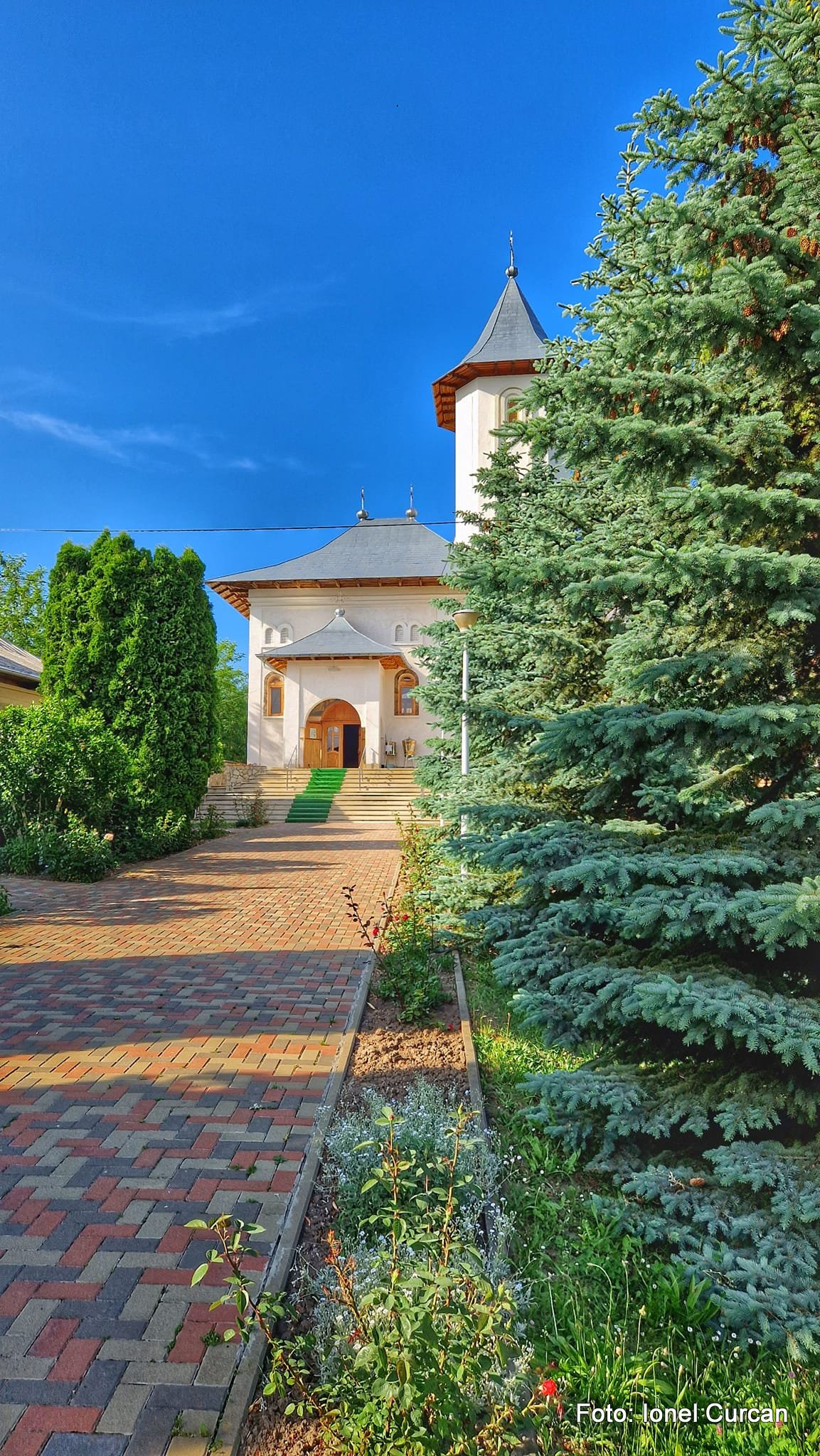
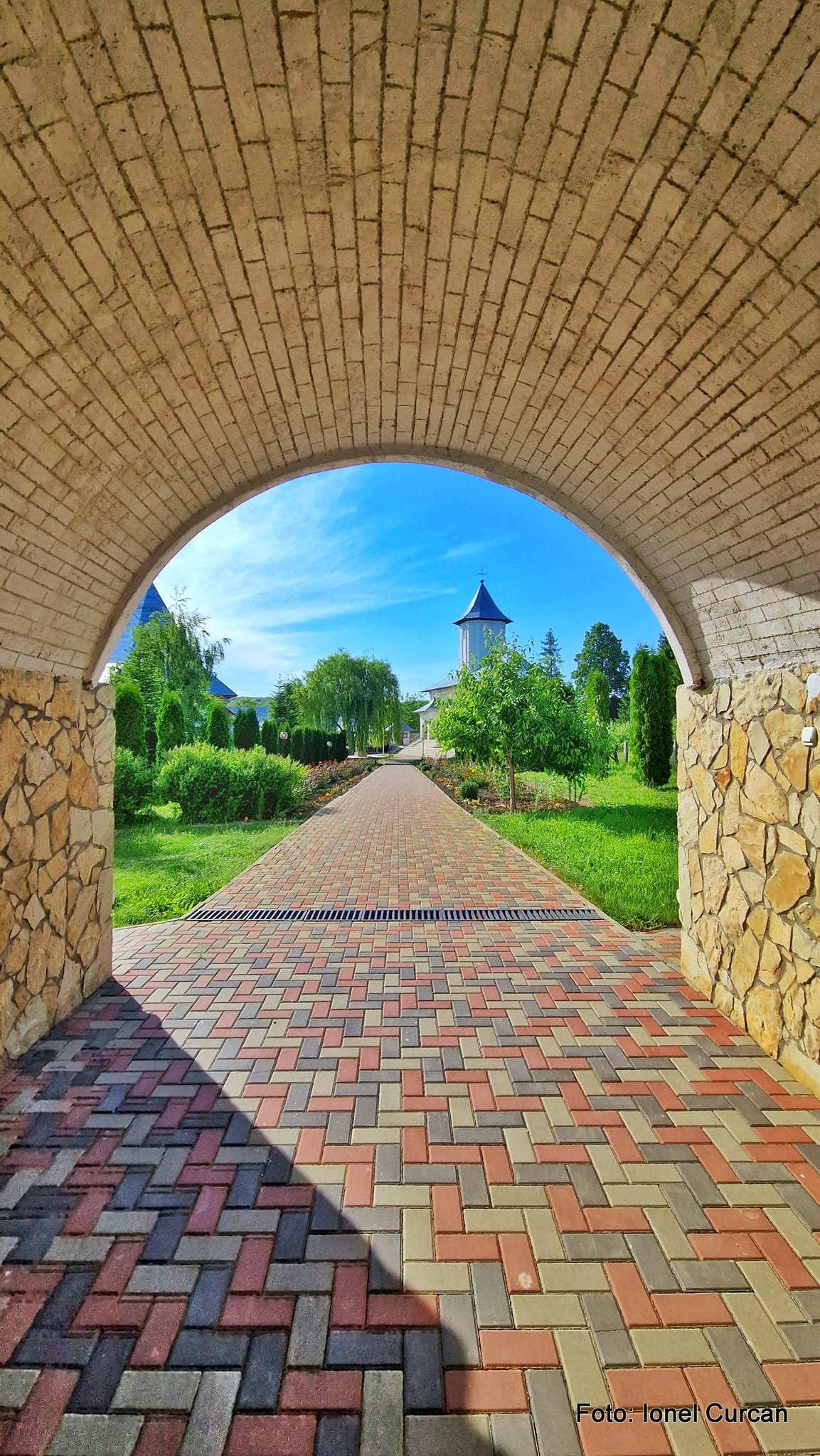
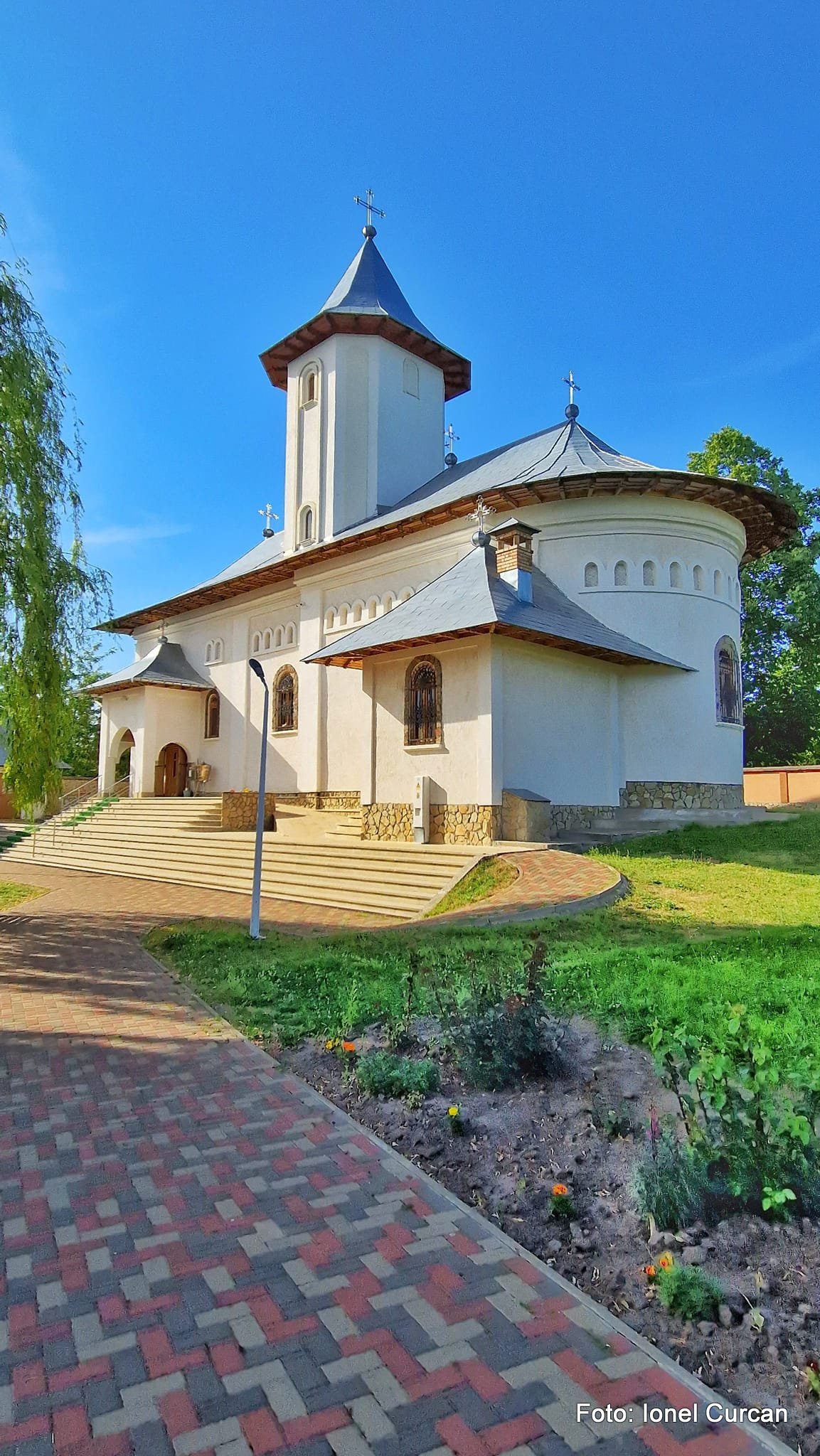
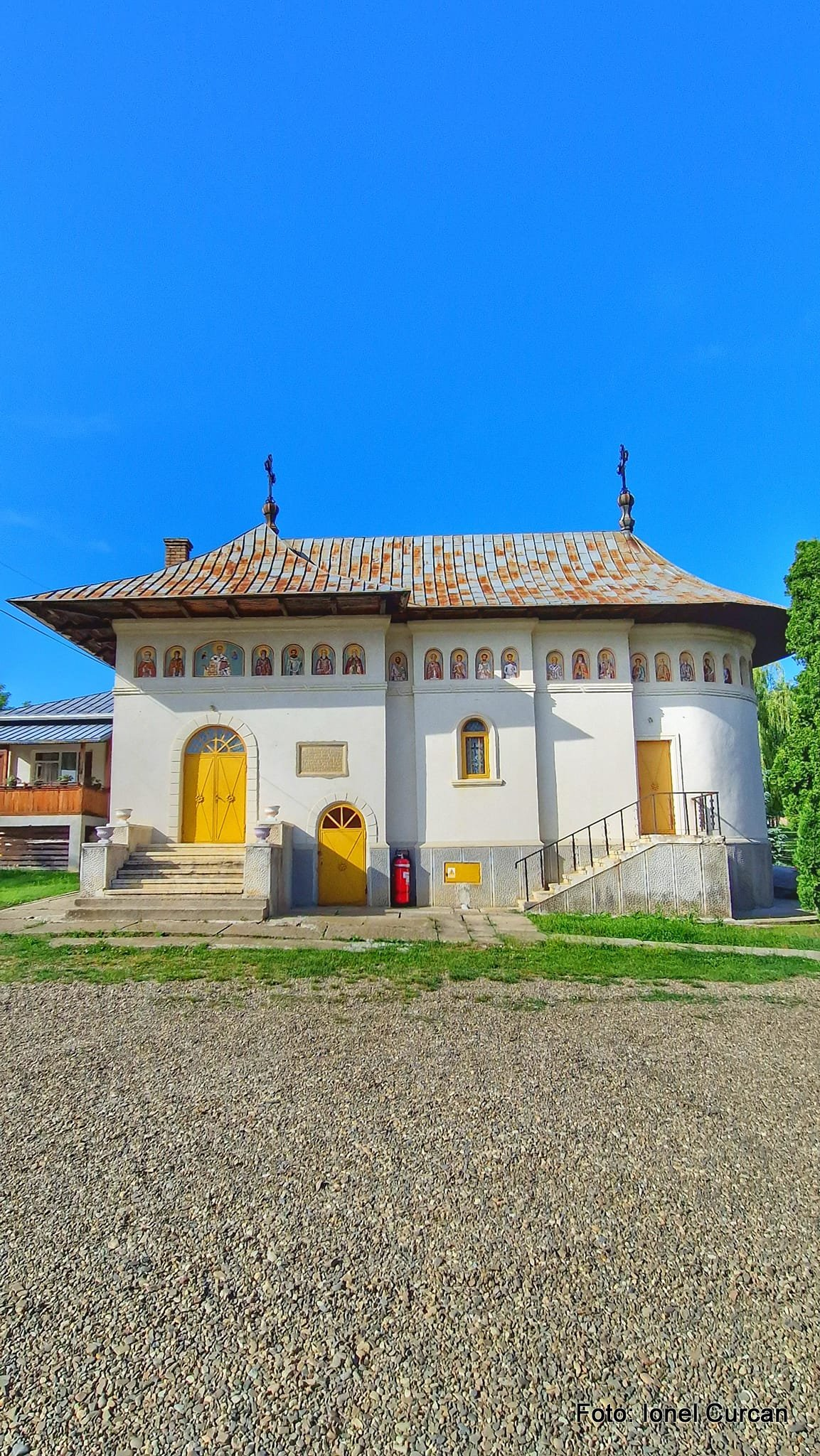
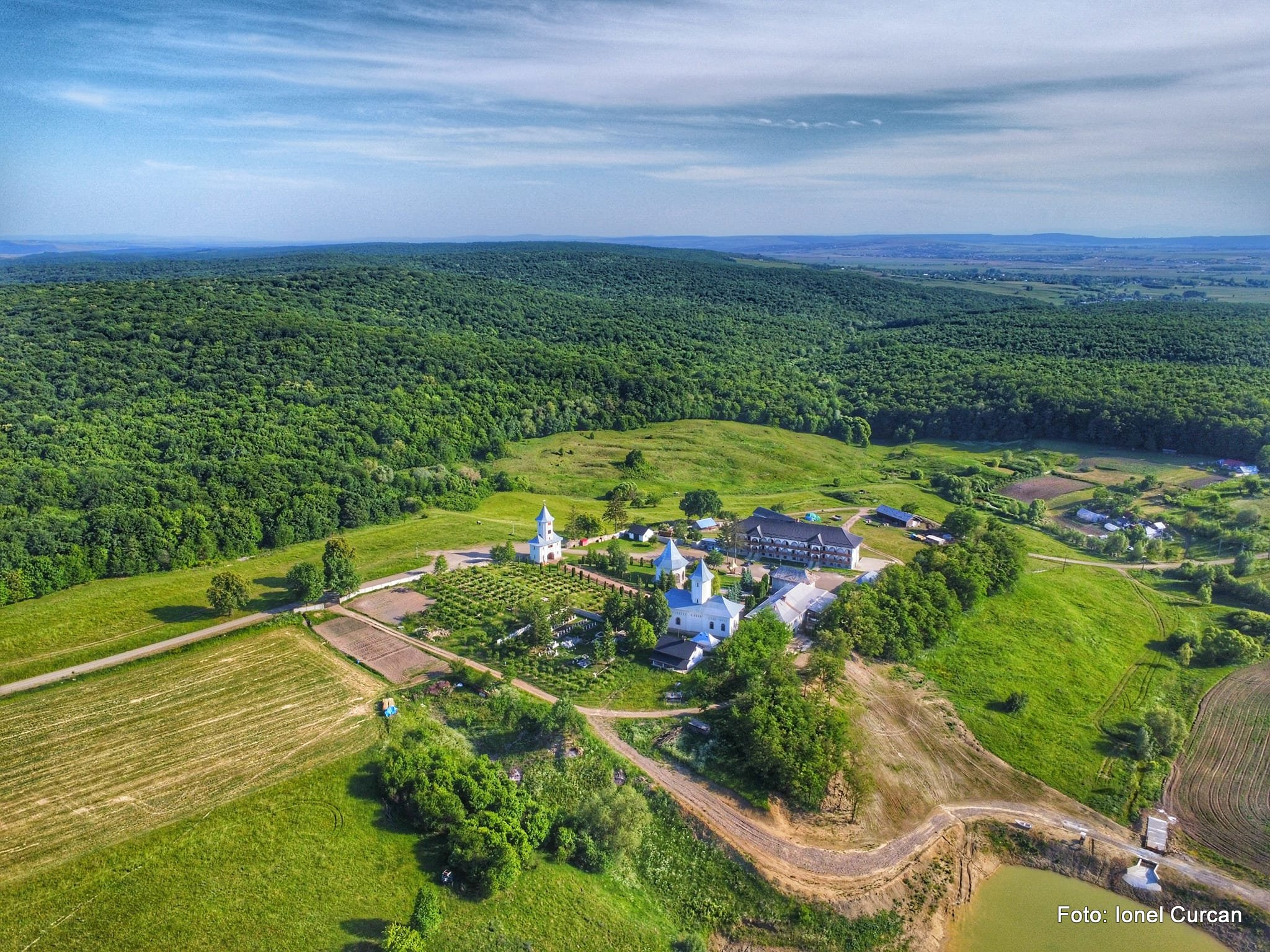
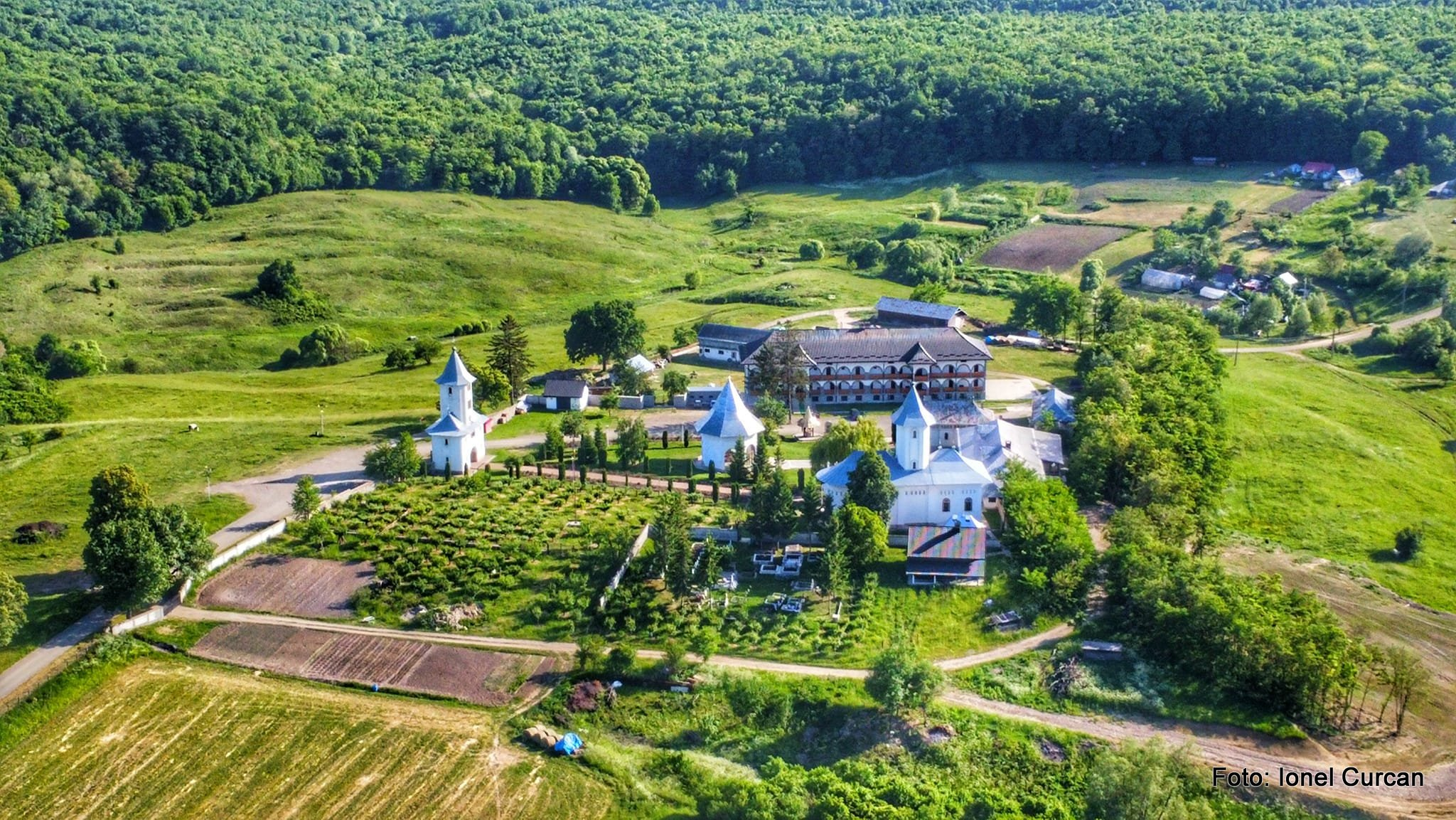
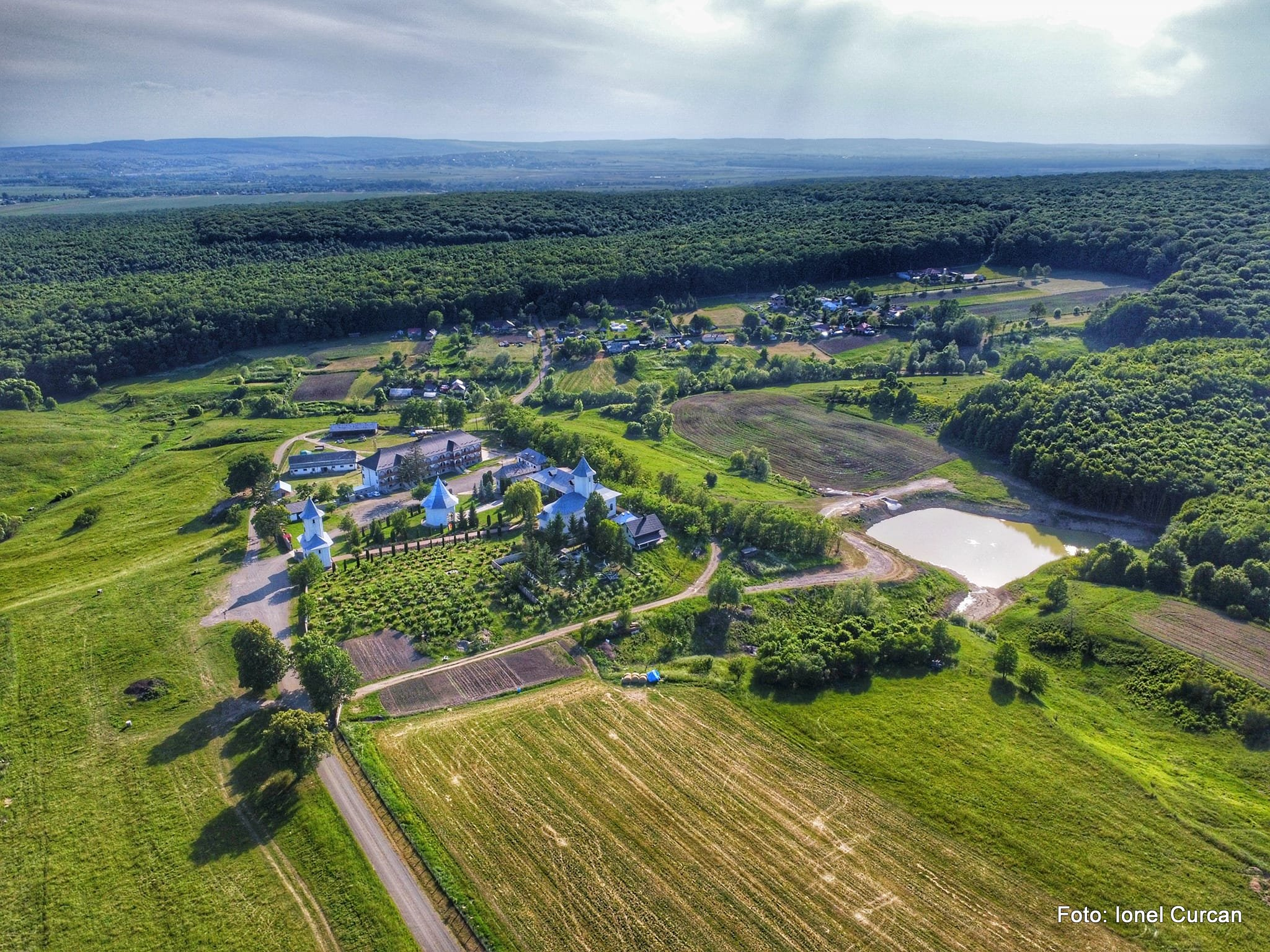
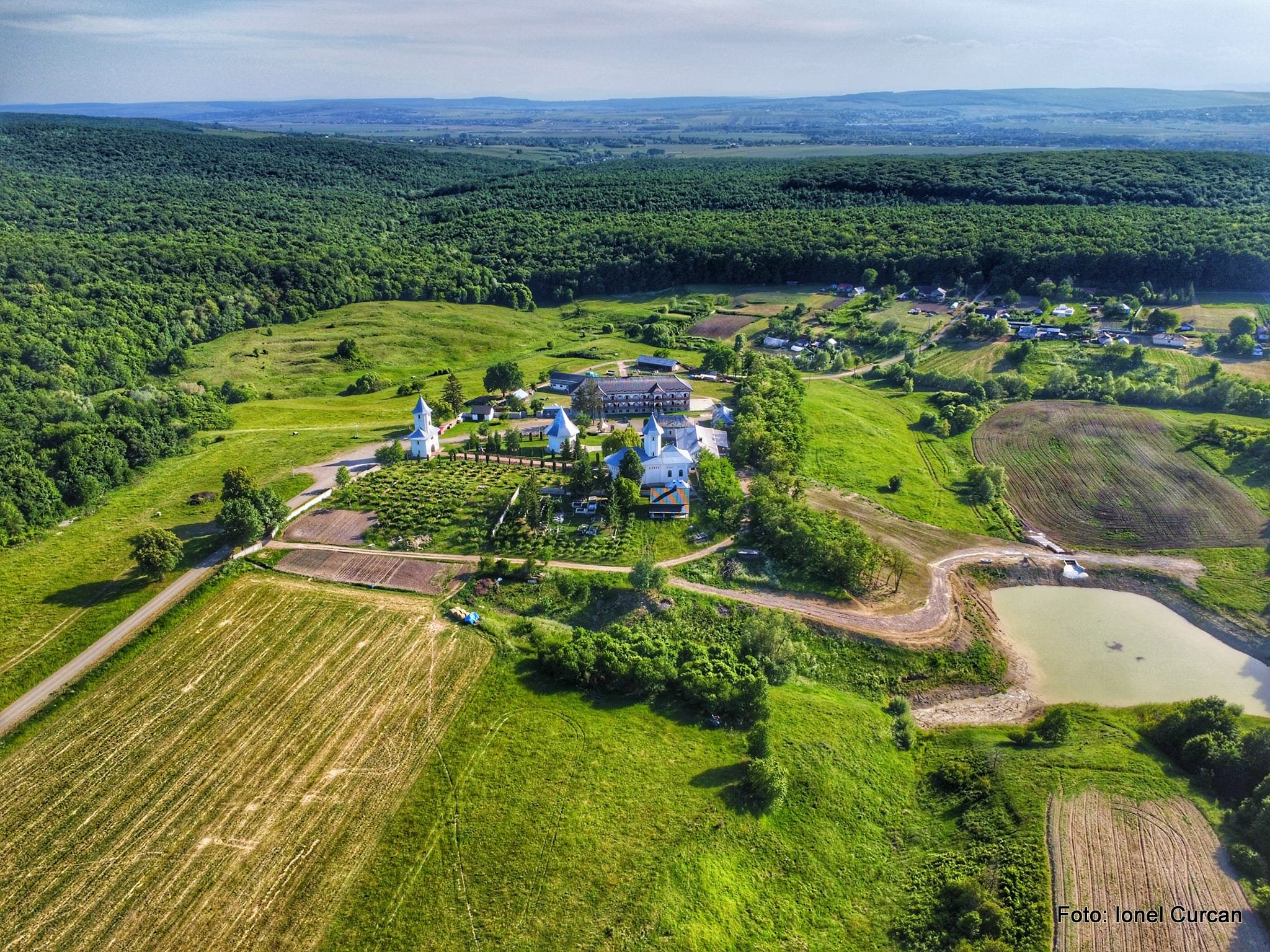
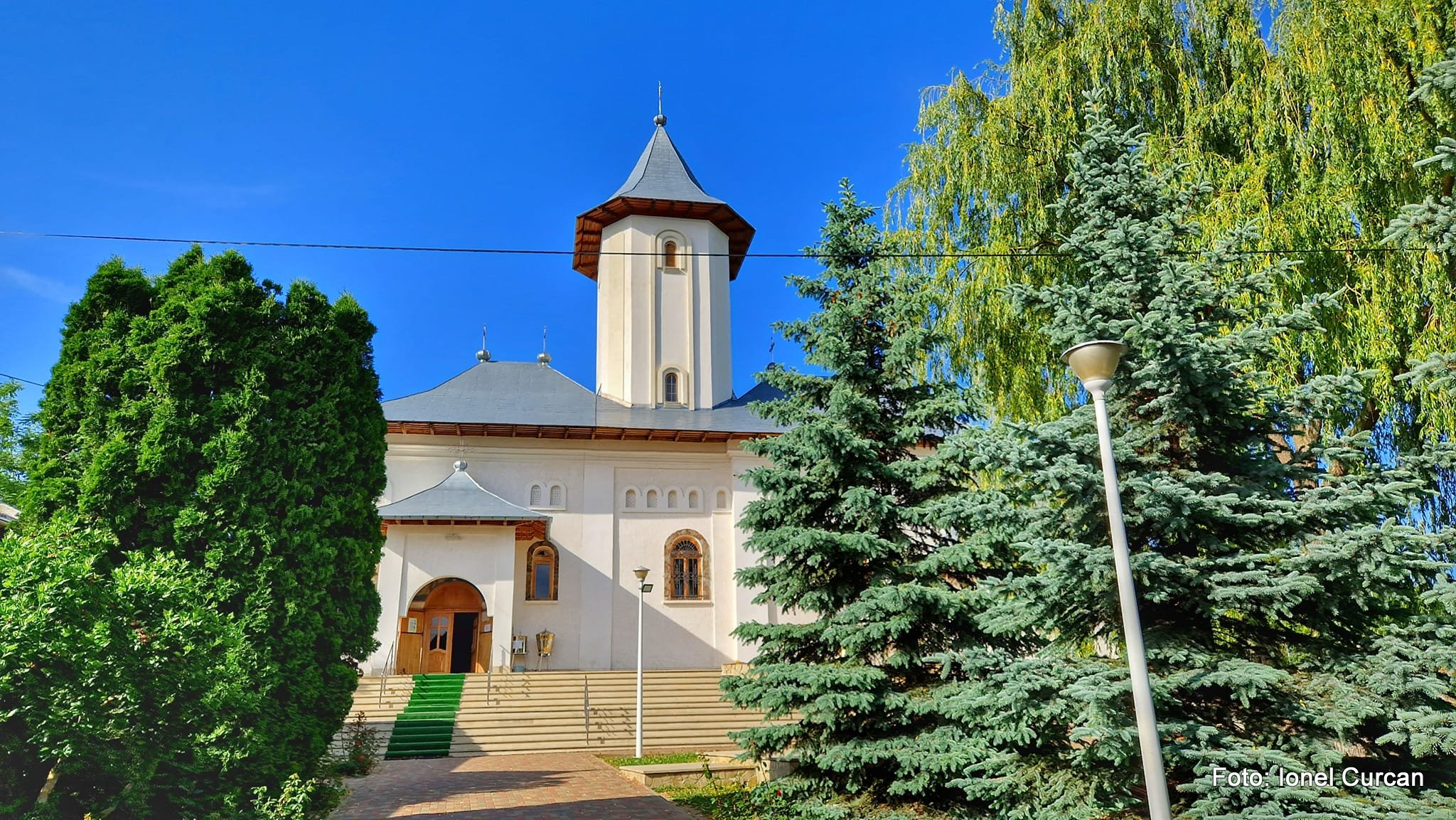
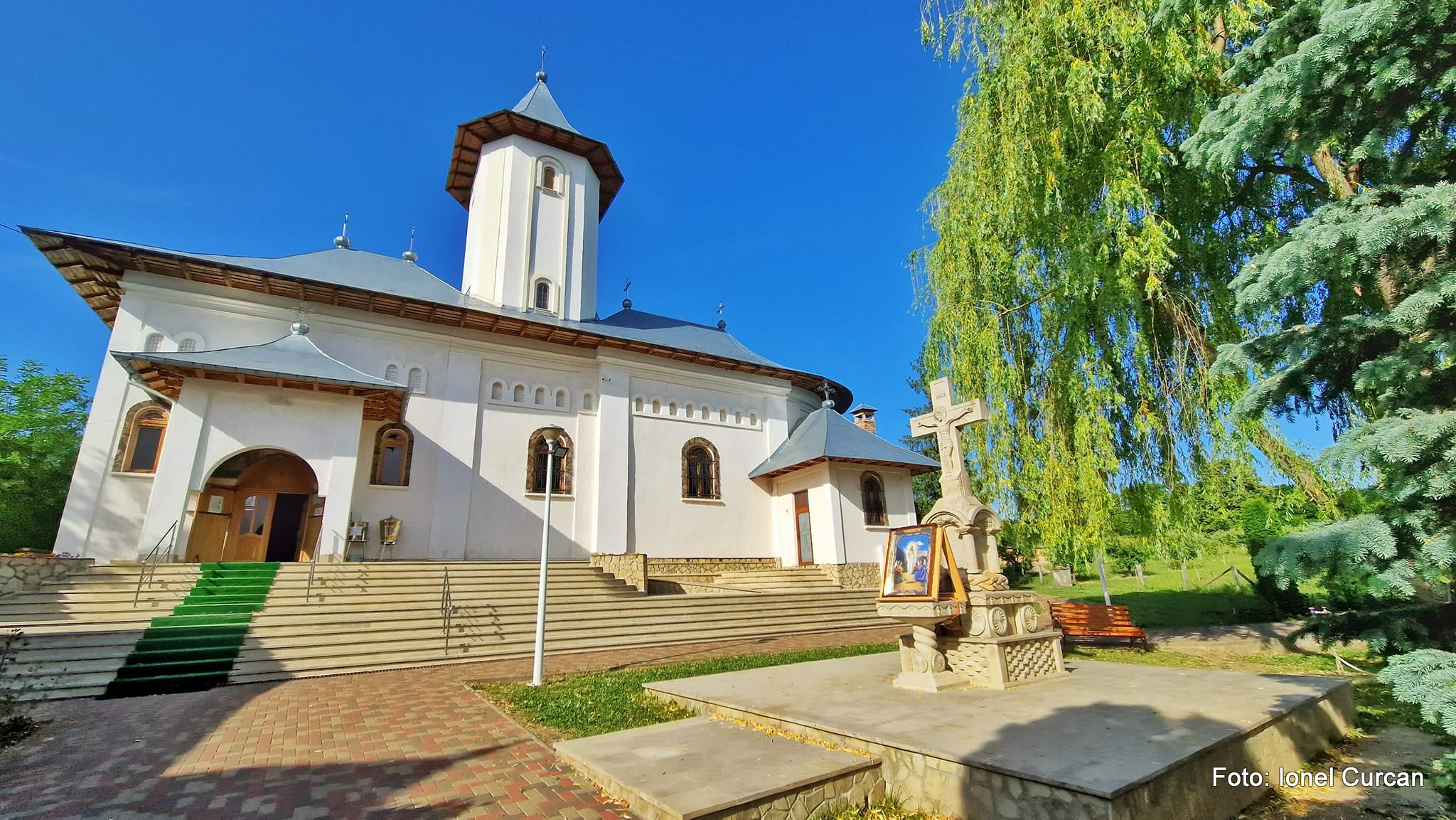
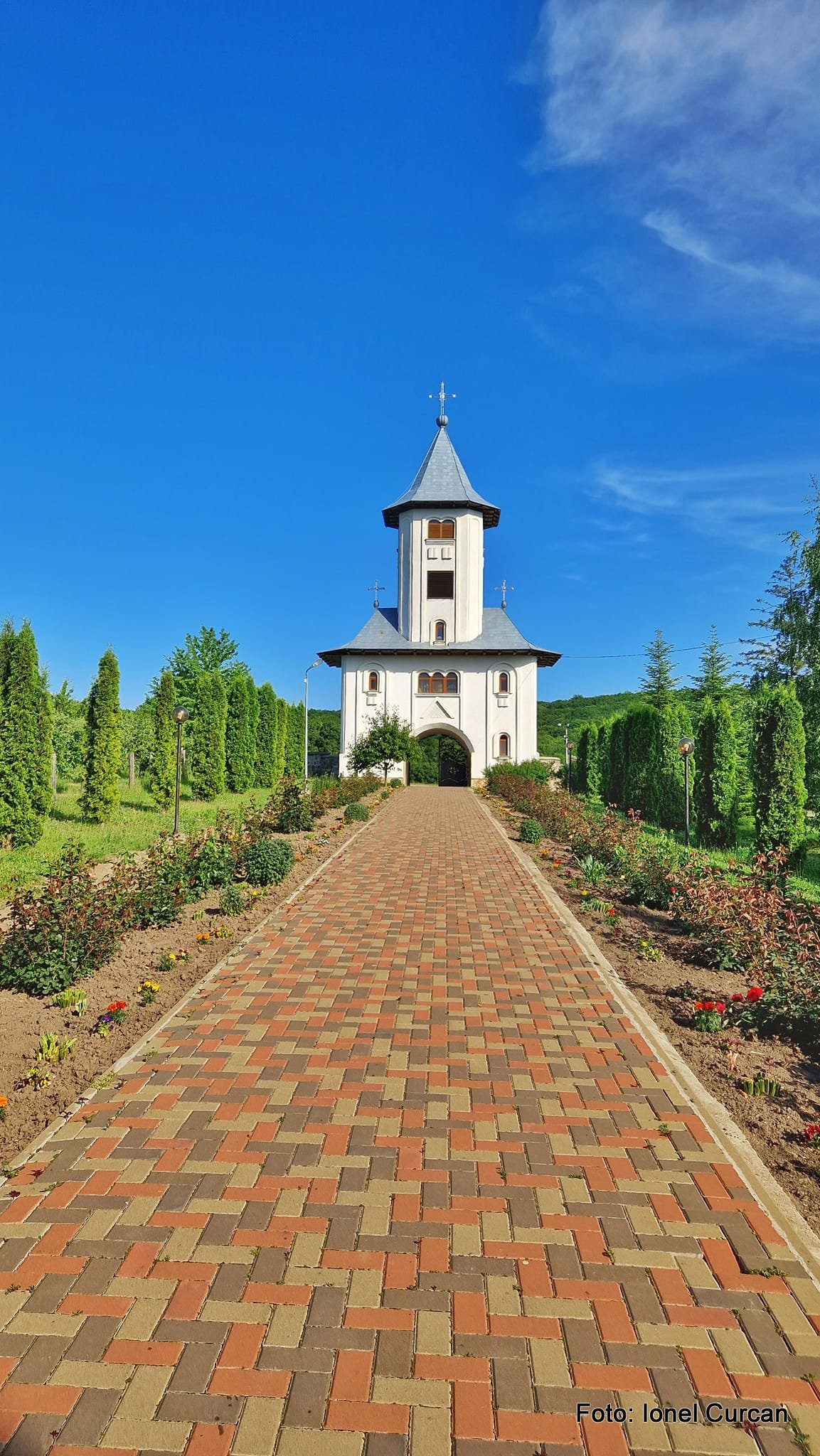
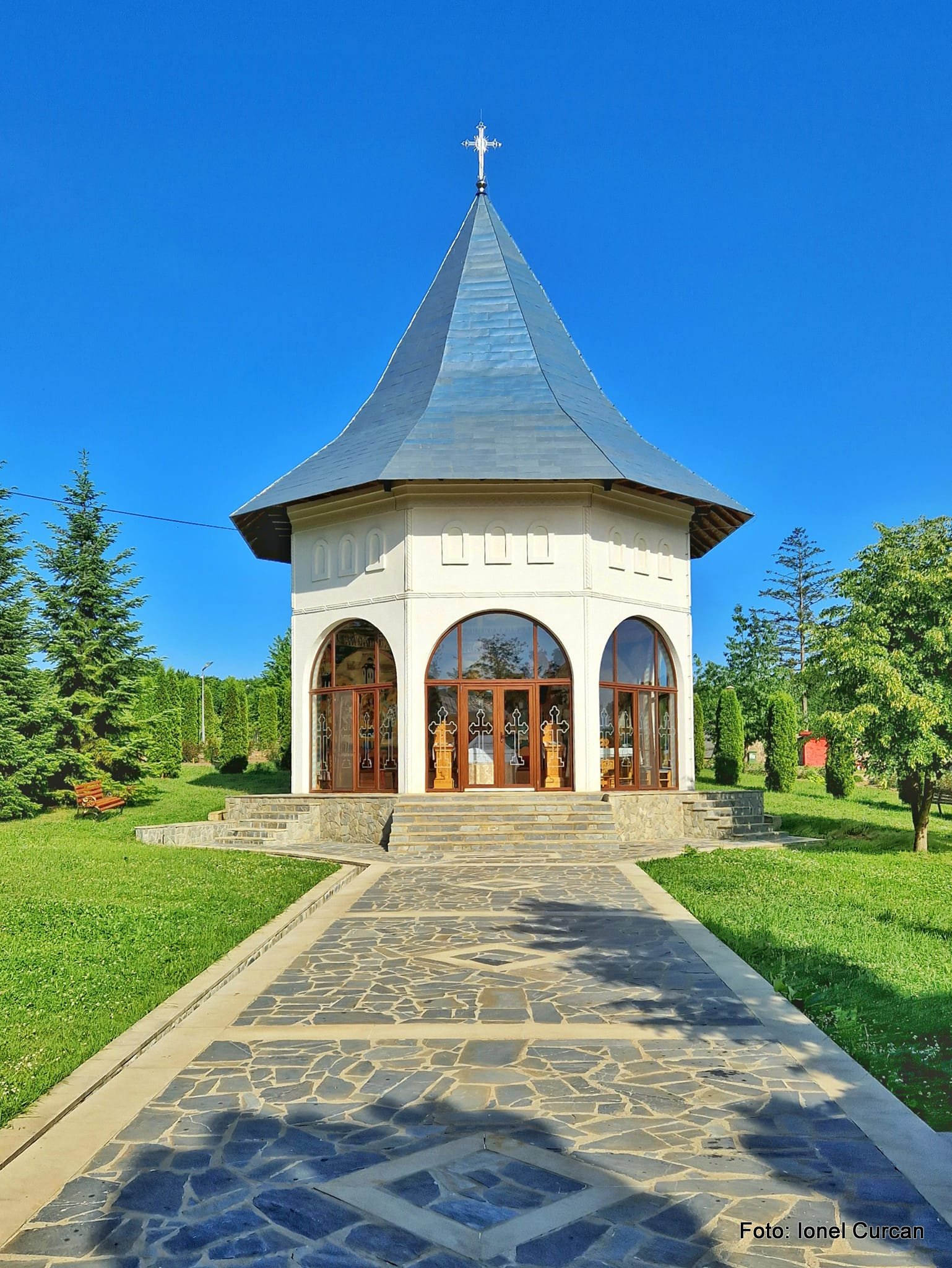
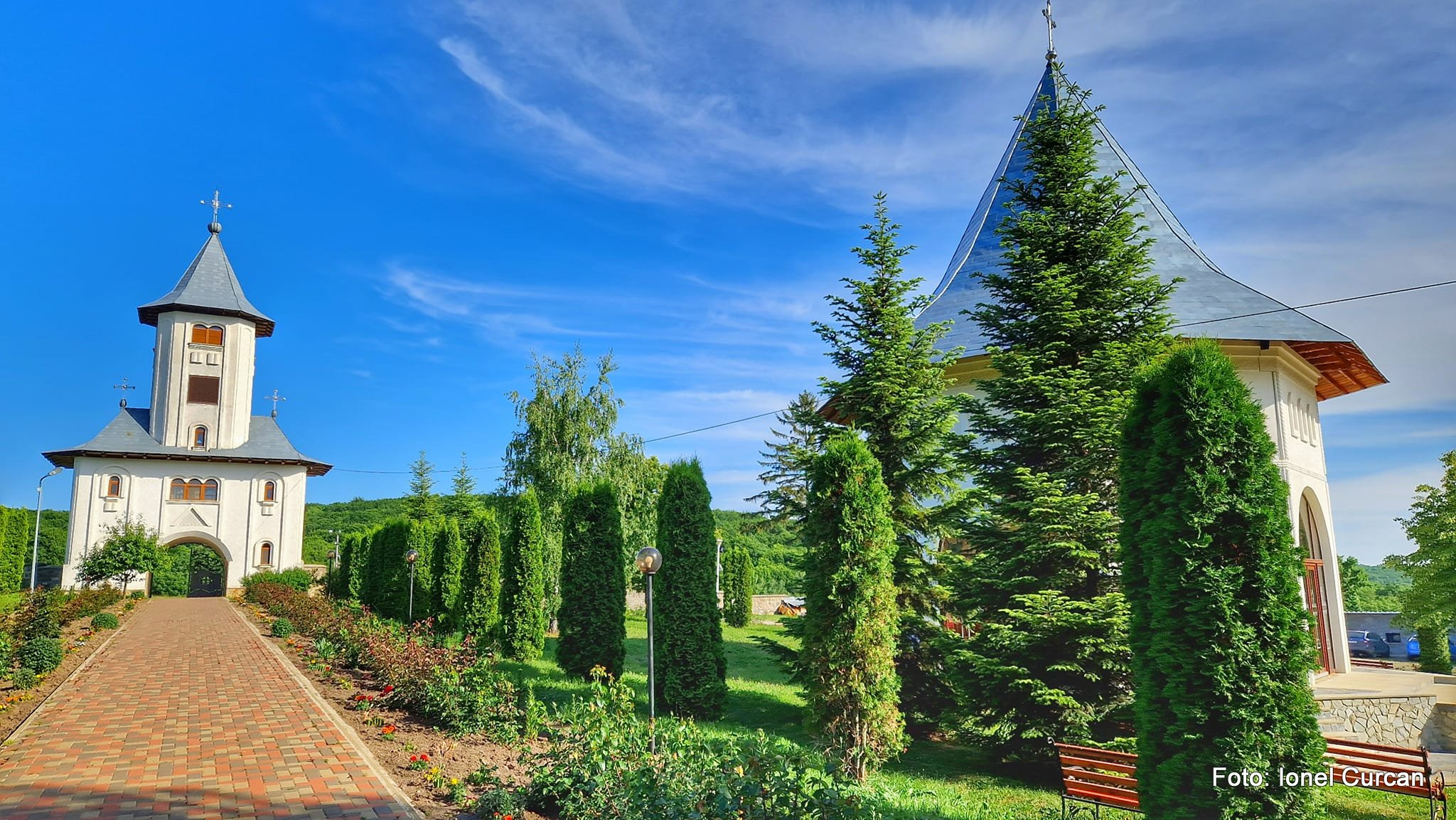
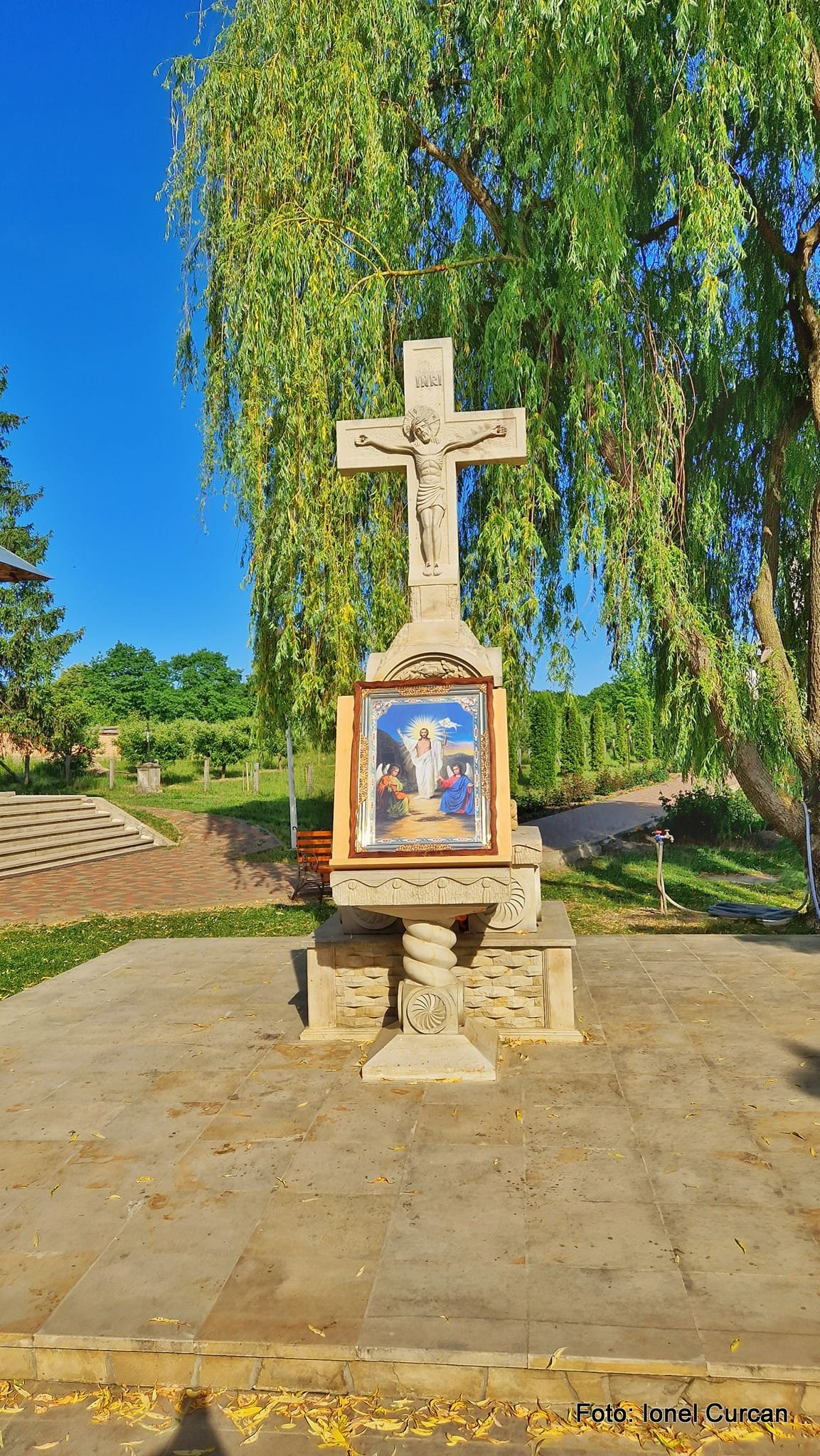
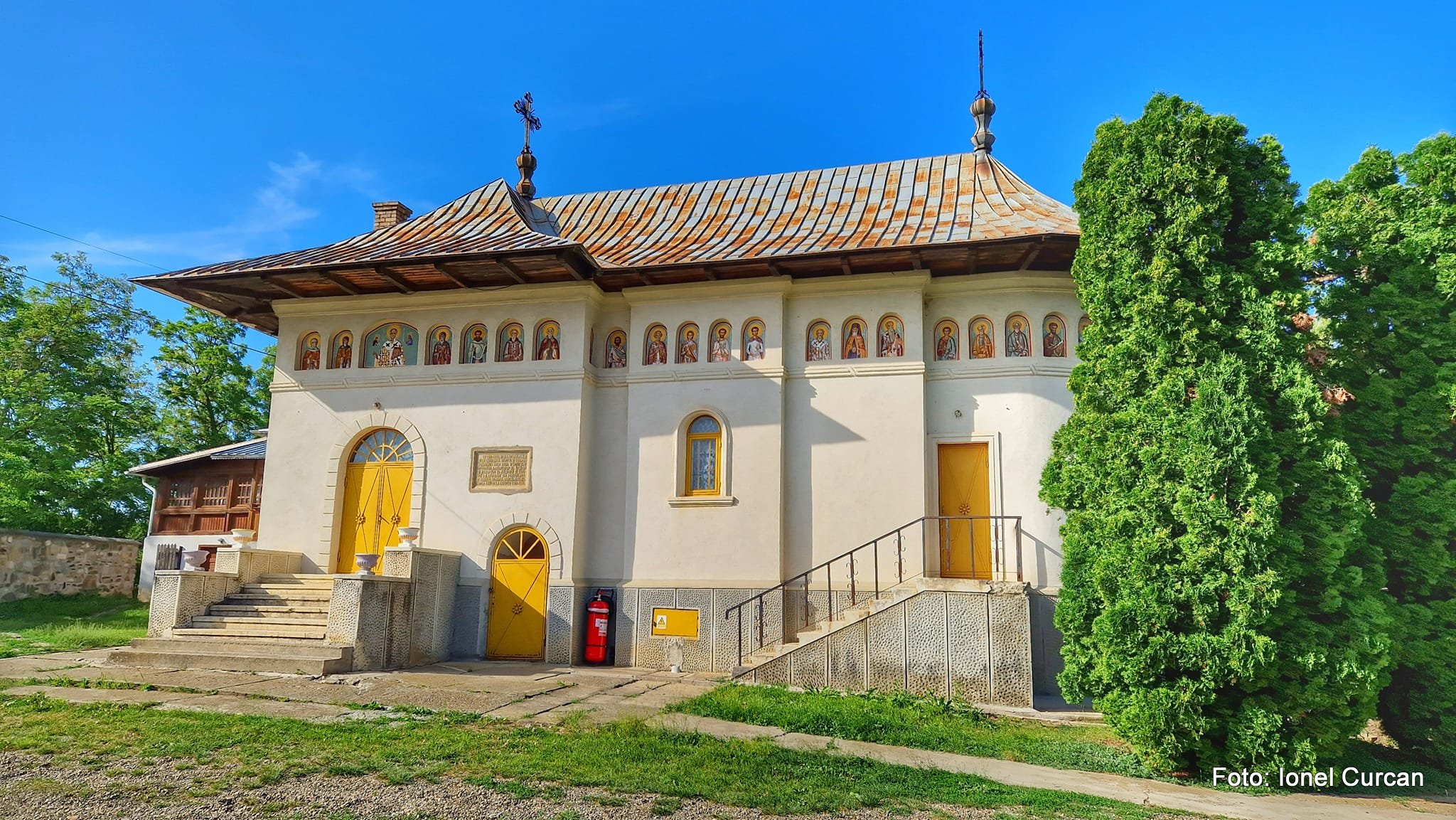
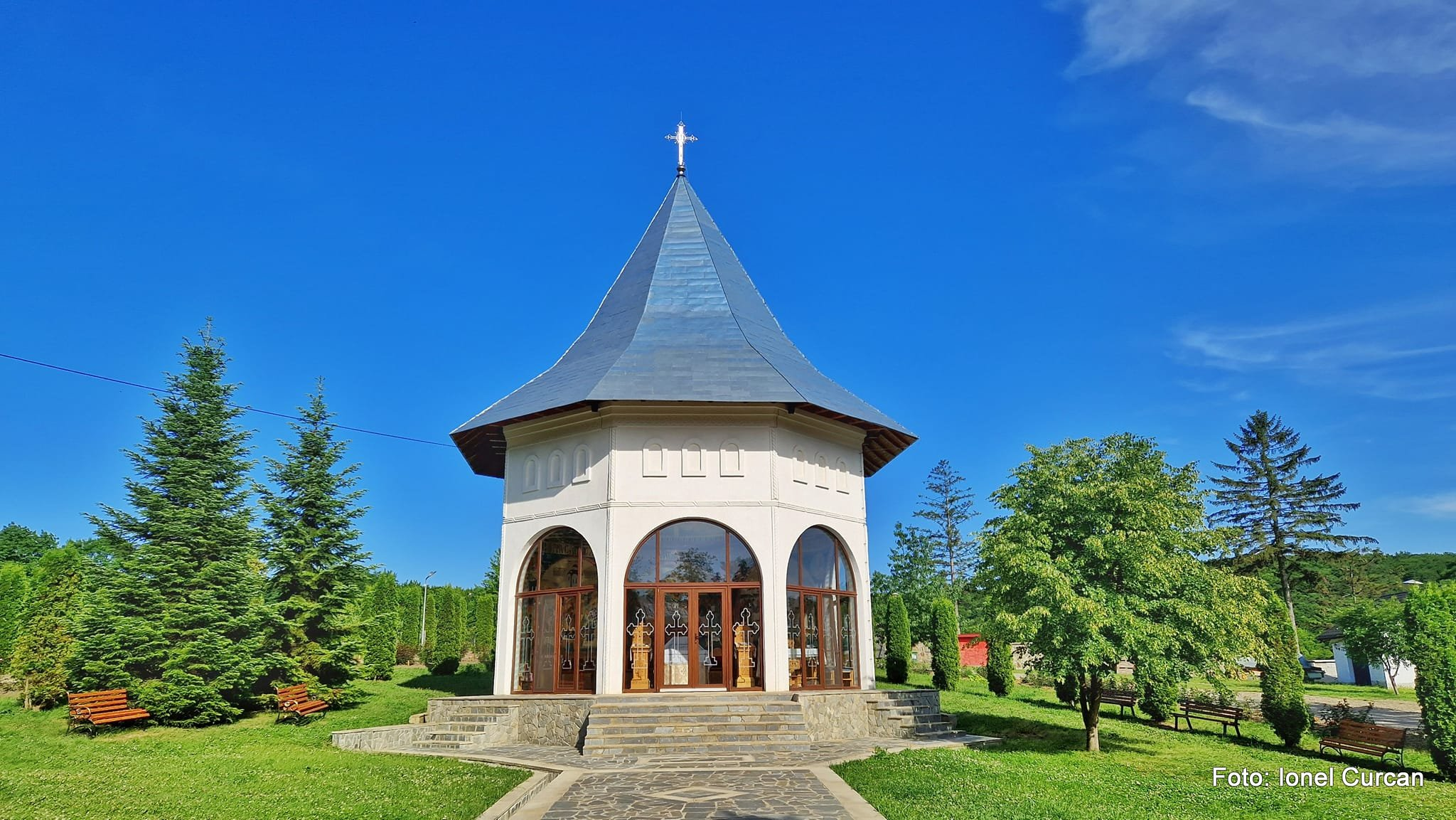
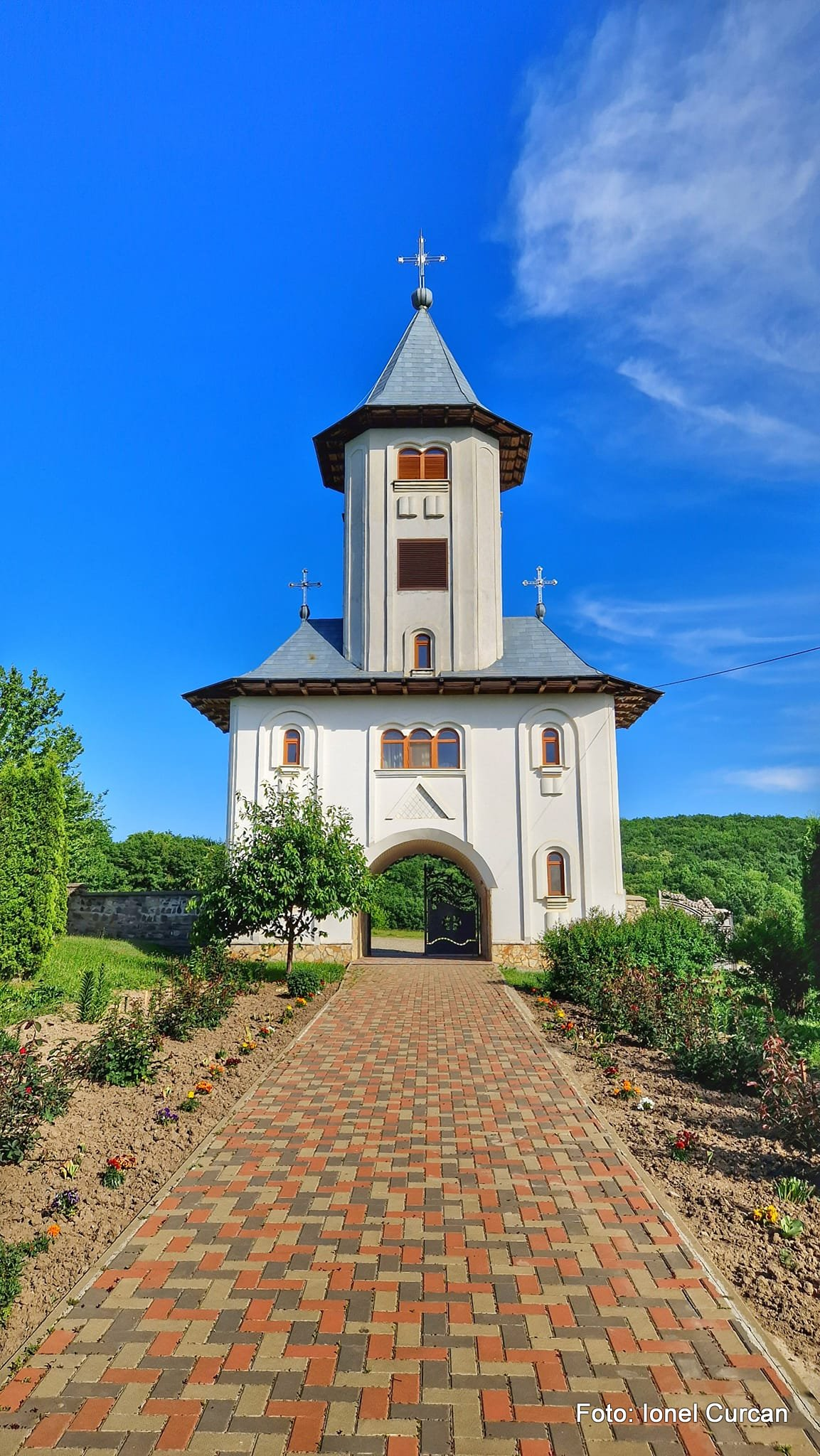
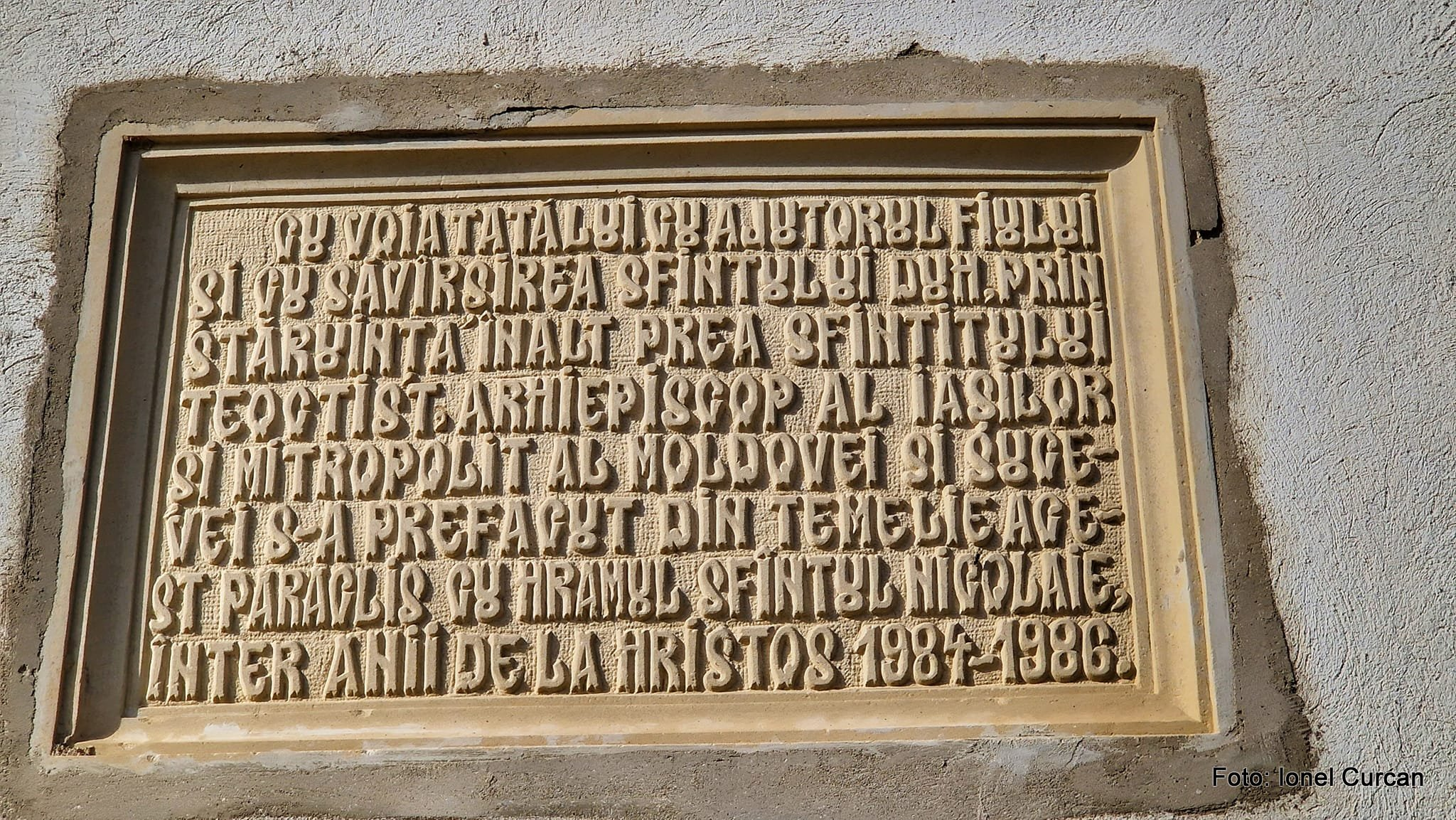
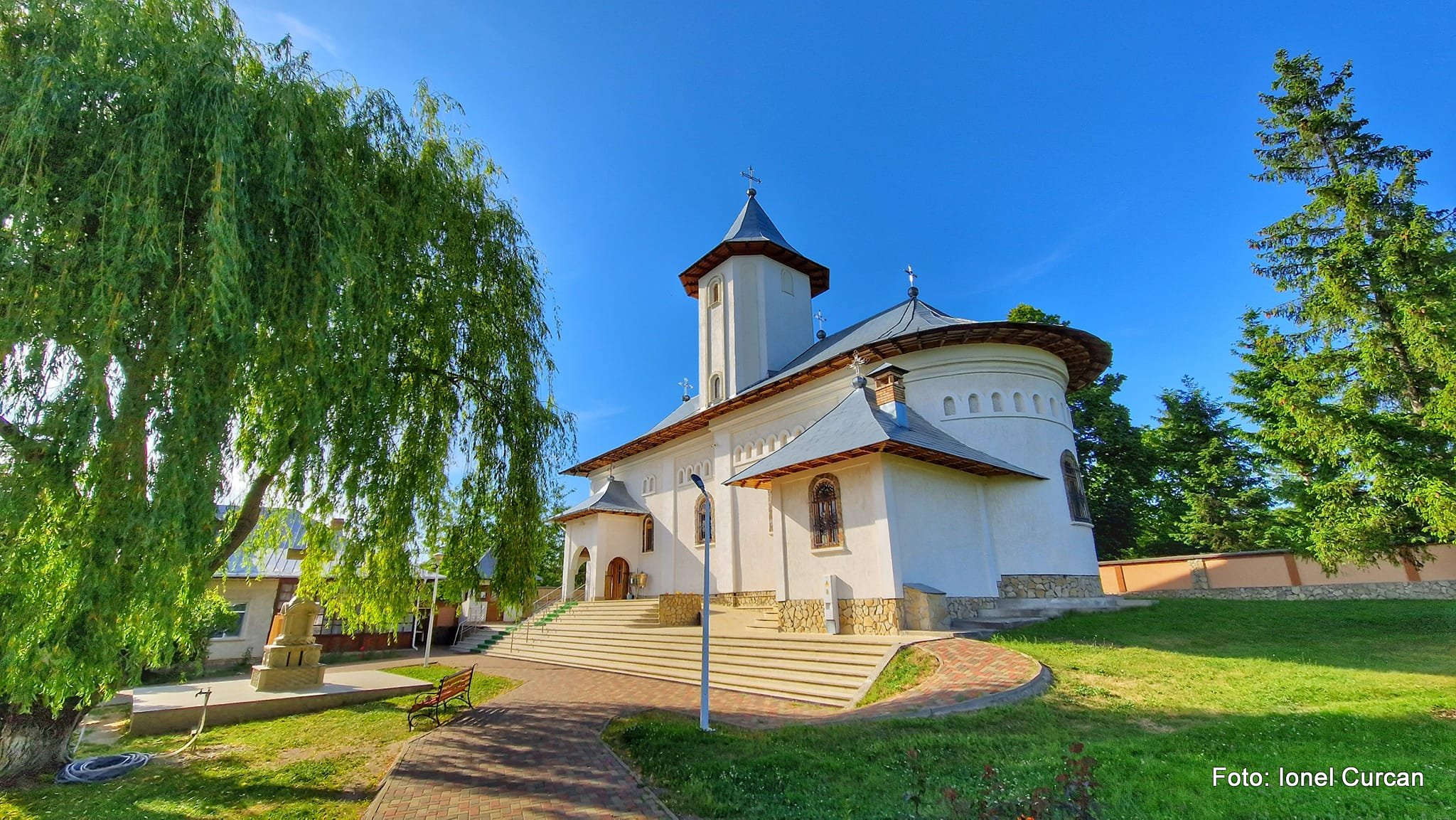
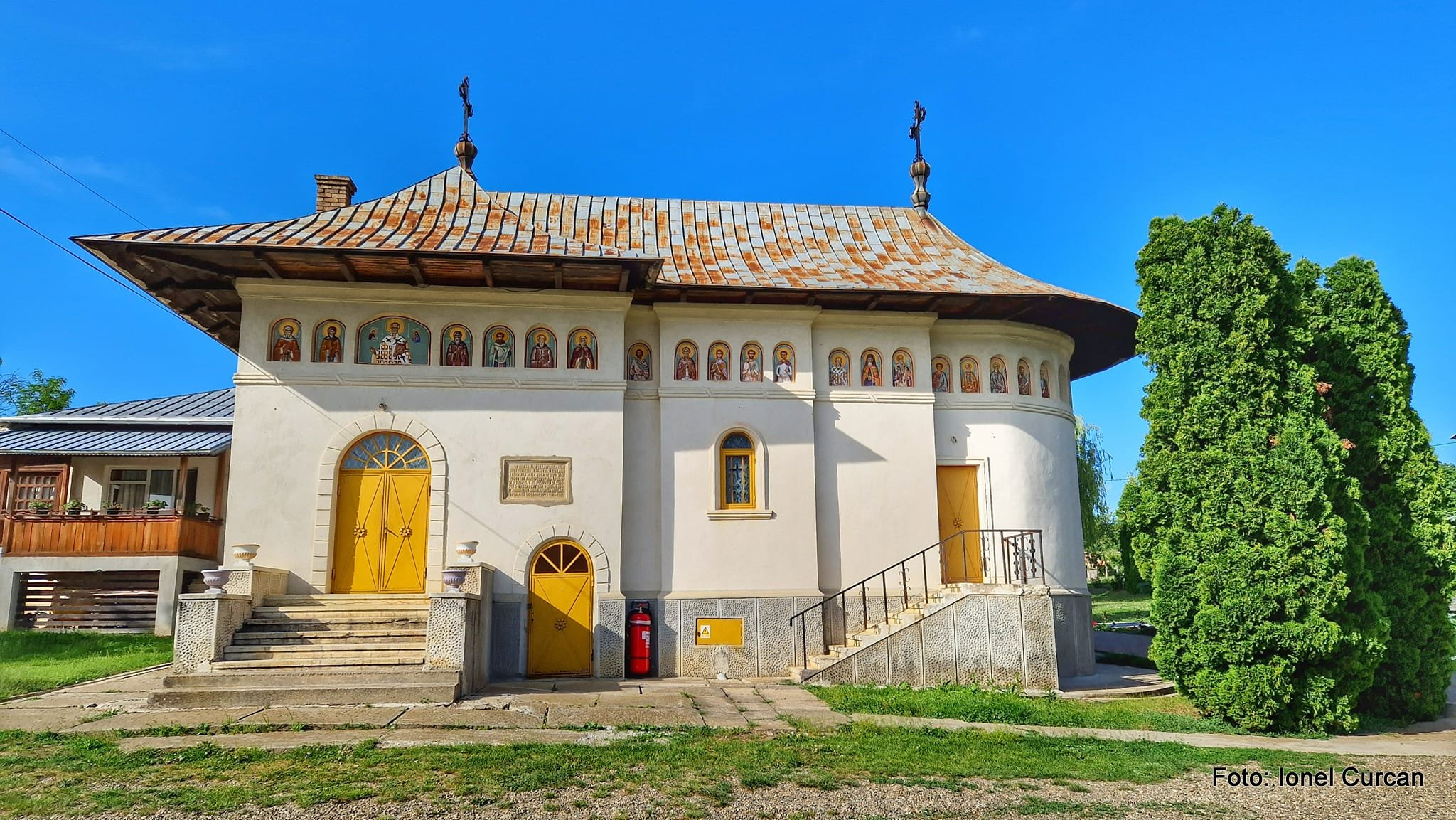